# Djedefra
Djedefra (alternativ stavning Radjedef) var den tredje fornegyptisk faraonen under fjärde dynastin som regerade omkring 2580–2570 f. Kr. Djedefra var son till farao Cheops och lät uppföra sin pyramid, Djedefres pyramid, i Abu Rawash ett par km norr om sin fars pyramid vid Giza. Hans pyramid användes som stenbrott från romartiden ända fram till 1900-talet.
Han var den förste att använda "son till Ra" som en del av sin kungliga titel vilket anses spegla den ökade populariteten av kulten kring solguden Ra.

## Regeringstid
Enligt Turinpapyrusen regerade han i 8 år, medan Manetho gav honom 25 år. Ett samtida fynd från Gizaplatån nämner dock 11:e årets skatteuppbörd och kreatursräkning, men det är osäkert om fyndet härrör från Cheops eller Djedefra. Dessutom är det osäkert om denna räkning hölls varje eller vartannat år, vilket skulle betyda att Djedefra härskade minst i 11 eller 22 år. På grund av den omfattande byggnadsverksamheten av denna kung är en regeringslängd på omkring 25 år trolig.

## Familj
Djedefra var son till Cheops med en okänd mor. Djedefre hade två kända hustrur: Chentetenka och hans halvsyster Hetepheres II, som redan varit gift med sin morbror Kawabe. Sex av Djedefres barn är kända, deras mödrar har hittills ännu inte identifierats. Dessa är de fyra sönerna Baka, Setka, Hornit och Nikauradjedef och de två döttrarna Hetepheres och Neferhetepes. Neferhetepes kan ha varit mor till nästa dynastis Userkaf eller Sahure.
Sonen Baka var troligen avsedd som Djedefras tronföljare, och påbörjade sin pyramid i Zawyet el-Aryan. Djedefras efterträdare blev emellertid av okända skäl hans bror, Chefren vilket gett upphov till många spekulationer eftersom tronen som regel gick från far till son.

## Titulatur
1. ↑  Regerade enligt Africanus i 25 år.
2. ↑  Kim Ryholt: The political Situation in Egypt during the second intermediate Period: c. 1800-1550 B.C. Museum Tusculanum Press, Copenhagen 1997, ISBN 87-7289-421-0, s. 17; William Gillian Waddell: Manetho (The Loeb classical Library 350). s. 44–45.
3. ↑  Alan B. Lloyd: Herodotus, book II.. S.77ff.

| Företrädare Cheops | Kung av Egypten 4:e dynastin | Efterträdare Chefren |